# ジェイン・ヨーレン
ジェイン・ヨーレン（Jane Hyatt Yolen Stemple, 1939年2月11日 - ）は、アメリカ合衆国の児童文学作家、ファンタジー作家、詩人、ノンフィクション作家。ジェーン・ヨーレンとも表記される。
ニューヨーク出身。スミス・カレッジを卒業。ゴールド・メダル・ブックス、アルフレッド・A・クノップ (Alfred A. Knopf) などの出版社で児童物の編集者を務めた後、1965年頃から文筆業に専念する。『月夜のみみずく』でコールデコット賞を受賞。2021年には400冊目となる本を出版した。

## 日本語へ翻訳された本

### 物語・絵本
- 『にじにのるおとこ』ジェイン・ヨーレン 文, マイケル・フォアマン（英語版） 絵, じんぐうてるお 訳. ほるぷ出版, 1976.9
- 『ディランよディラン』ジェイン・ヨーレン 作, フリソー・ヘンストラ 絵, 安西徹雄 訳. アリス館牧新社, 1980.5
- 『ふしぎなつえ』ヨーレン 作, チャーリップ, マラスリス 絵, きみしまひさこ 訳. 偕成社, 1983.7
- 『水晶の涙』（The Mermaid's Three Wisdoms, 1978）, ジェイン・ヨーレン 著, 村上博基 訳. 早川書房〈ハヤカワ文庫FT〉, 1983.7
- 『夢織り女』（Dream Weaver, 1979、The Moon Ribbon, 1976 、The Hundredth Dove, 1976 の3冊の合本）, ジェイン・ヨーレン 著, 村上博基 訳. 早川書房〈ハヤカワ文庫FT〉, 1985.3
- 『三つの魔法』（The Magic Three of Solatia, 1974）, ジェイン・ヨーレン 著, 宇佐川晶子 訳. 早川書房〈ハヤカワ文庫FT〉, 1985.4
- 『月夜のみみずく』（Owl Moon ,1987）, ジェイン=ヨーレン 詩, くどうなおこ 訳, ジョン・ショーエンヘール（英語版） 絵. 偕成社, 1989.3, ISBN 4-03-328300-5
- 『光と闇の姉妹』（Sister Light, Sister Dark, 1988）, ジェイン・ヨーレン 著, 井辻朱美 訳. 早川書房〈ハヤカワ文庫FT〉, 1991.10, ISBN 4-15-020155-2
- 『白い女神』（White Jenna, 1989）, ジェイン・ヨーレン 著, 井辻朱美 訳. 早川書房〈ハヤカワ文庫FT〉, 1991.12, ISBN 4-15-020157-9
- 『グレイリング : 伝説のセルチーの物語』（Greyling） ジェーン・ヨーレン 文, デヴィッド・レイ 絵, 川崎洋 訳. セーラー出版, 1993.2, ISBN 4-915632-85-7
- 『モグラのイーニーがみつけたもの』（Eeny,Meeny,Miney Mole） ジェーン・ヨーレン 文, キャスリン・ブラウン 絵, こだまともこ 訳. 富山房, 1993.5, ISBN 4-572-00321-1
- 『ジャングルとの別れ : 狼に育てられた少女』（Children of the wolf） ジェイン・ヨーレン 作, 真方陽子 訳. すぐ書房, 1993.5, ISBN 4-88068-239-X
- 『みずうみにきえた村』（Letting Swift River go） ジェーン・ヨーレン 文, バーバラ・クーニー 絵, 掛川恭子 訳. ほるぷ出版, 1996.10, ISBN 4-593-50357-4
  - 『みずうみにきえた村 新版』ジェーン・ヨーレン 文, バーバラ・クーニー 絵, 掛川恭子 訳. ほるぷ出版, 2020.1, ISBN 978-4-593-10180-1
- 『風にのっていったダニーナ』（The girl who loved the whid） ジェイン・ヨーレン 文, エド・ヤング 絵, もりおかみち 訳. 冨山房インターナショナル, 2009.6, ISBN 978-4-902385-70-0
- 『あらしとわたし : しぜんのなかでいきる』（I am the storm） ジェイン・ヨーレン, ハイジE.Y.ステンプル 文, クリスチャン・ハウデッシェル, ケビン・ハウデッシェル 絵, まつかわまゆみ 訳. 評論社〈児童図書館・絵本の部屋〉, 2022.12, ISBN 978-4-566-08086-7

### きょうりゅうたちシリーズ
作品はすべて、ジェイン・ヨーレン 文, マーク・ティーグ 絵, なかがわちひろ 訳. 小峰書店〈世界の絵本コレクション〉。
- 『きょうりゅうたちのおやすみなさい』（How do dinosaurs say good night?） 2003.6, ISBN 4-338-12627-2
- 『きょうりゅうたちがかぜひいた』（How do dinosaurs get well soon?） 2006.6, ISBN 4-338-12641-8
- 『きょうりゅうたちのいただきます』（How do dinosaurs eat their food?） 2016.10, ISBN 978-4-338-12653-3
- 『きょうりゅうたちがけんかした』（How do dinosaurs stay friends?） 2017.3, ISBN 978-4-338-12654-0
- 『きょうりゅうたちのクリスマス』（How do dinosaurs say Merry Christmas?） 2017.11, ISBN 978-4-338-12655-7
- 『きょうりゅうたちもペットをかいたい』（How do dinosaurs choose their pets?） 2019.11, ISBN 978-4-338-12656-4
- 『きょうりゅうたちのおーっとあぶない』（How do dinosaurs stay safe?） 2020.3, ISBN 978-4-338-12657-1
- 『きょうりゅうたちもほんがよめるよ』（How do dinosaurs learn to read?） 2020.9, ISBN 978-4-338-12658-8

### 編著など
- 『人生に知恵と勇気を与えてくれる33の寓話 : 白髪のヒーローたち』（Gray heroes） ジェーン・ヨーレン 編著, 深井照一 訳. 東京書籍, 2001.7, ISBN 4-487-79676-8
- 『バースデー・ボックス』 ジェーン・ヨーレン 他著, 金原瑞人 監訳. メタローグ, 2004.7
- 『いのちの惑星、地球。Fly with Me : 不思議で美しい鳥の世界』 ジェーン・ヨーレン, ハイジ・ステンペル, アダム・ステンペル, ジェイソン・ステンペル 著, 森本元 翻訳・監修. エムディエヌコーポレーション〈NATIONAL GEOGRAPHIC〉, 2023.3

## 受賞歴

### 業績
- 1990年、E・E・スミス記念賞（英語版）[5]
- 1992年、リジャイナ・メダル[6]
- 2009年、世界幻想文学大賞 生涯功労賞[5]
- 2010年、SFPA Grand master[7]
- 2017年、デーモン・ナイト記念グランド・マスター賞[8]

### 作品
- 1968年、コールデコット賞 オナーブック（The Emperor and the Kite）[9]
- 1974年、ゴールデン･カイト賞（英語版） フィクション部門（The Girl Who Cried Flowers and Other Tales）[10]
- 1975年、ゴールデン・カイト賞 フィクション部門 オナーブック（The Transfigured Hart）[10]
- 1976年、ゴールデン・カイト賞 フィクション部門 オナーブック（The Moon Ribbon）[10]
- 1985年、ミソピーイク賞 ファンタジー部門（Cards of Grief）[5]
- 1987年、世界幻想文学大賞 special award, professional（Favorite Folktales from Around the World）[5]
- 1988年、コールデコット賞（Owl Moon）[11]
- 1998年、ネビュラ賞 短編小説部門（Sister Emily's Lightship）[5]
- 1993年、ミソピーイク賞 一般文芸部門（Briar Rose）[5]
- 1998年、ミソピーイク賞 児童文学部門（Young Merlin Trilogy）[5]
- 1999年、ネビュラ賞 中編小説部門（Lost Girls）[5]
- 2005年、ゴールデン･カイト賞 絵本部門（Baby Bear's Chairs）[12]
- 2006年、ローカス賞 ヤングアダルト部門（Pay the Piper）
- 2018年、世界幻想文学大賞 短編集部門（The Emerald Circus）[5]
- 2019年、ゴールデン･カイト賞 フィクション部門（The Moon Ribbon）[13]